# Hotel Dajti
Hotel Dajti – dawny hotel w Tiranie znajdujący się w centrum miasta, przy bulwarze Dëshmorët e Kombit.

## Historia
Budowę hotelu przy reprezentacyjnej alei stolicy Albanii (wówczas Via dell'Impero), w stylu eklektycznym, według projektu włoskiego architekta Gherardo Bosio i projektanta wnętrz Gio Pontiego rozpoczęto we wrześniu 1939. Pierwszą część hotelu oddano do użytku w maju 1940, oficjalna inauguracja całego obiektu miała miejsce w kwietniu 1942. W chwili powstania hotel zbudowany na planie litery L należał do najnowocześniejszych obiektów tego rodzaju na Bałkanach.
Nazwa pochodzi od dominującej nad Tiraną góry Dajti. W okresie okupacji włoskiej i niemieckiej w budynku kwaterowali oficerowie armii okupacyjnych. W 1944 na kilka miesięcy hotel stał się siedzibą rządu Albanii. W okresie rządów komunistycznych pełnił funkcję obiektu hotelowego przeznaczonego dla gości zagranicznych i dyplomatów. W czasie uroczystości państwowych w sąsiedztwie hotelu znajdowała się trybuna honorowa. Od lat 70. hotel był przeznaczony wyłącznie dla cudzoziemców odbywających podróże służbowe, pozostałych turystów zagranicznych gościł Hotel Tirana.
Dla gości hotelu przygotowano 85 pokoi z balkonami (124 łóżka), salę konferencyjną, salę balową, w hotelu znajdowała się także restauracja i kawiarnia w stylu wiedeńskim. W okresie dyktatury komunistycznej wszystkie pokoje noclegowe zostały wyposażone w aparaturę podsłuchową, a w podziemiach budynku mieściła się specjalna komórka Sigurimi, prowadząca inwigilację gości.
Po upadku komunizmu hotel pozostał własnością państwową, ale brak środków na jego renowację powodował, że budynek znajdował się w złym stanie technicznym. Po przywróceniu stosunków albańsko-amerykańskich, budynek hotelu stał się pierwszą siedzibą amerykańskiej misji dyplomatycznej. Po wybudowaniu hotelu Rogner, Dajti stracił pozycję najbardziej luksusowego obiektu hotelowego w mieście. W 2007 budynek uzyskał status zabytku chronionego prawem (decyzja z 5 marca 2007). W 2009 odbyło się w nim Biennale Sztuki Współczesnej. W 2010 obiekt przestał pełnić funkcje hotelowe i stał się własnością Banku Albanii za kwotę 30 mln euro. Renowacja budynku trwała do maja 2023. W dawnym hotelu mieszczą się obecnie biura Banku Albanii.

## Hotel Dajti w kulturze
W 2002 odbyła się premiera włoskiego filmu fabularnego Hotel Dajti, w reżyserii Carmine Fornariego. Hotel pojawia się na kartach utworów Ismaila Kadare - w powieści Generał martwej armii w Hotelu Dajti mieszkają oficerowie włoscy, którzy przyjechali do Albanii w poszukiwaniu grobów z okresu II wojny światowej.

## Galeria

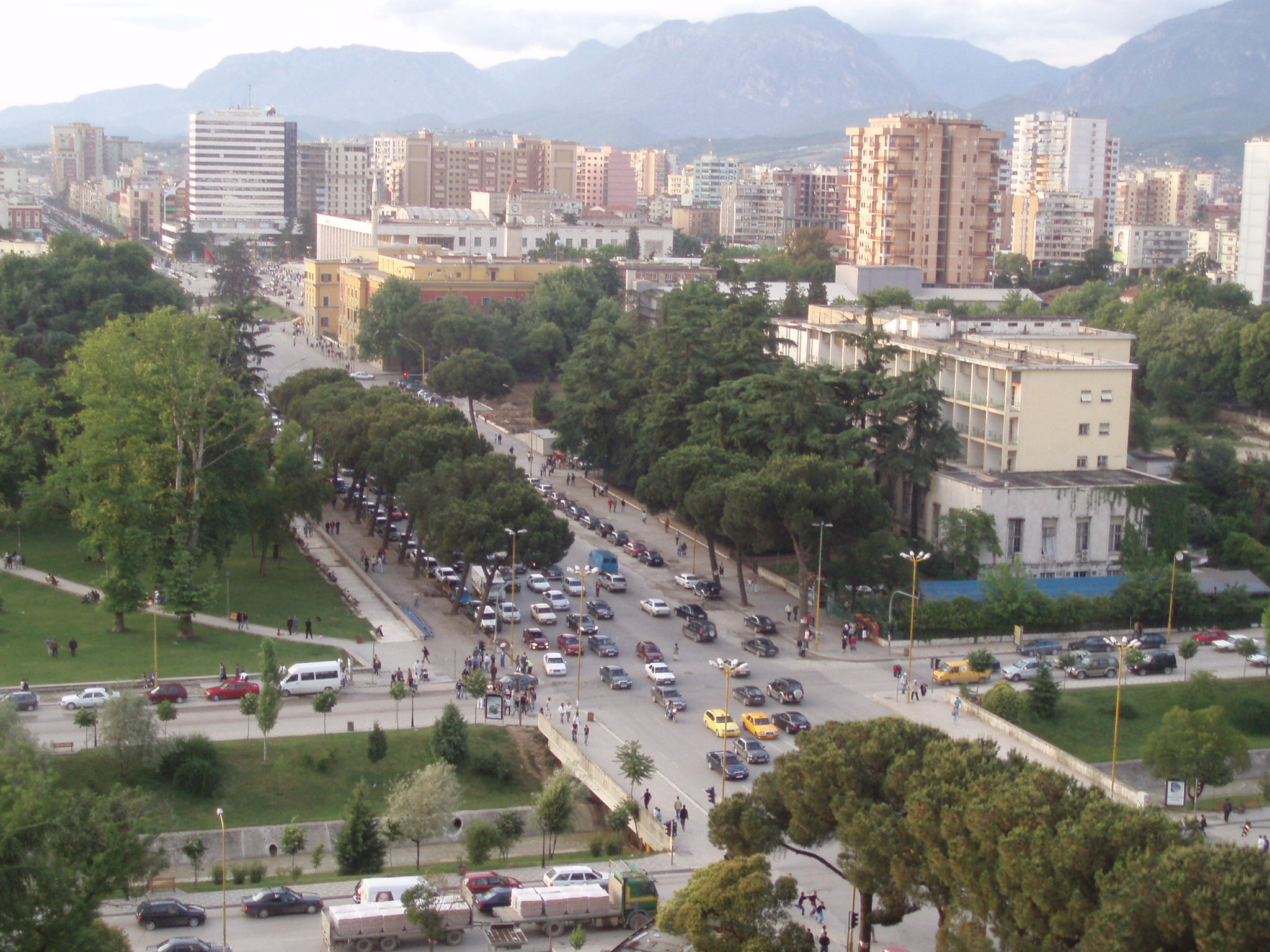
Widok na bulwar z budynkiem Hotelu Dajti (2003)
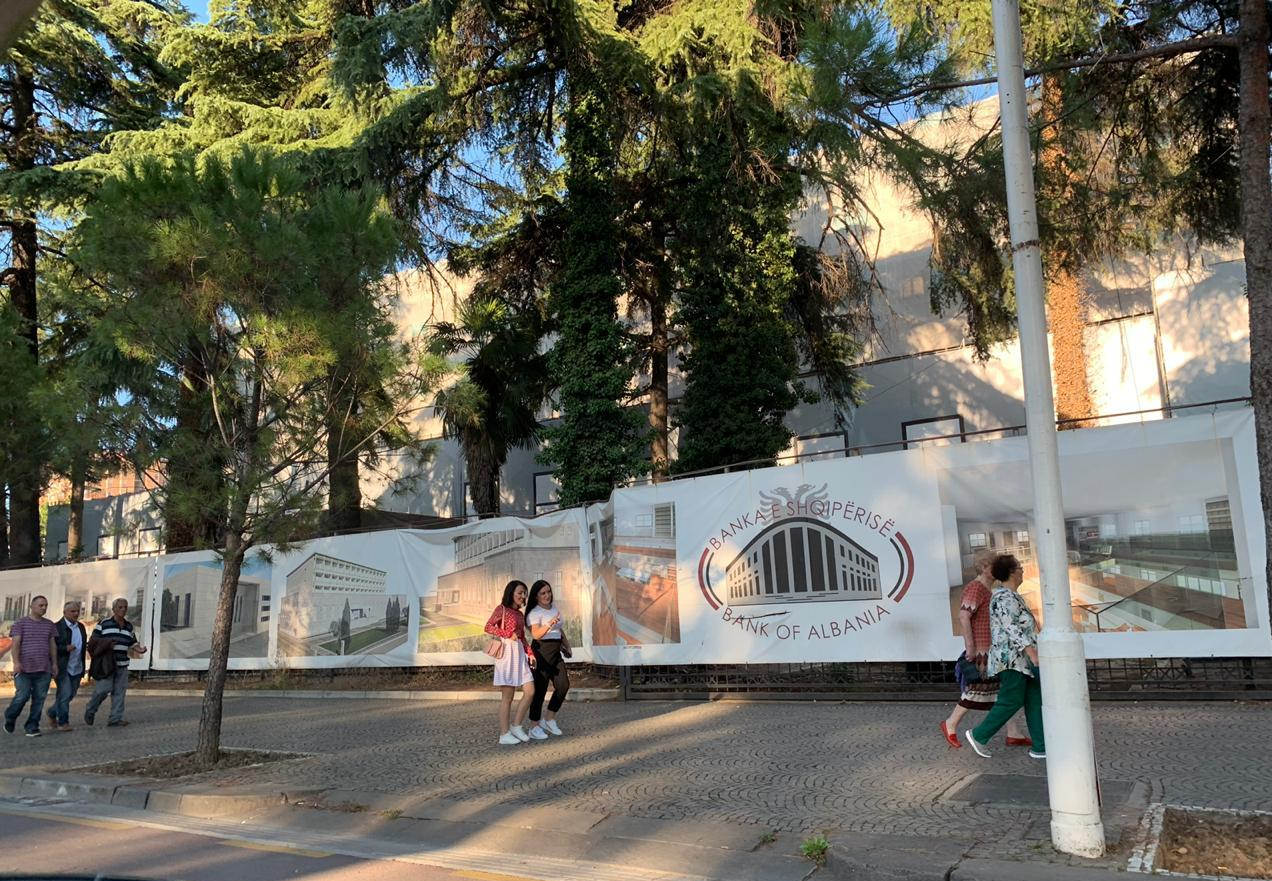
Hotel w trakcie renowacji
Dawny Hotel Dajti (2023)